# Gouvernement Kielce
Het gouvernement Kielce (Russisch: Келецкая губерния) (Pools: Gubernia kielecka) was een gouvernement (goebernija) van Congres-Polen. De hoofdstad was Kielce.

## Geschiedenis
Het gouvernement Kielce ontstond in 1841 uit het gouvernement Krakau. In 1844 ging het op in het gouvernement Radom, maar in 1866 werd het gouvernement daar weer van afgesplitst.